# Edward Kirby
Edward Kirby   (Washington DC, 30 d'octubre de 1901 - West Orange, 5 de juliol de 1968) va ser un atleta estatunidenc que va competir durant la dècada de 1920. Estudià a la Cornell University.
El 1924 va prendre part en els Jocs Olímpics de París, on guanyà la medalla de bronze en la prova dels 3.000 metres relleus del programa d'atletisme, formant equip amb William Cox i Willard Tibbetts.
El 1924 es proclamà campió nacionals dels 800 metres.

## Millors marques
- 800 metres. 1' 58.9" (1924)
- Milla. 4' 17.8" (1924)
- 3.000 metres. 8' 46.0" (1923)[1][2]